# John Lorn McDougall
Pour les articles homonymes, voir John McDougall et McDougall.
John Lorn McDougall (6 novembre 1838-15 janvier 1909) est un homme politique canadien de l'Ontario. Il est député provincial libéral de Renfrew-Sud de 1867 à 1871, ainsi que député fédéral libéral de la circonscription ontarienne de Renfrew-Sud à partir d'une élection partielle en 1869 à 1872 et de 1874 à 1878.

## Biographie
Né à Golden Lake (en) dans le Haut-Canada, McDougall étudie à la High School of Montreal et ensuite à l'Université de Toronto. Il entre dans l'entreprise de son père à Renfrew. Il en prend contrôle à la mort de son père en 1860.
Plusieurs fois préfet et conseiller du comté de Renfrew, il entre ensuite en politique provinciale et fédérale.
Après l'échec de son entreprise de bûcheron en 1878, il est ensuite nommé vérificateur général du Canada. Le Public Accounts Audit Act de 1878 établit le rôle d'indépendance du vérificateur face aux opérations financières du gouvernement et du parti politique au pouvoir. Son souci du détail et sa persévérance face au contrôle des dépenses du gouvernement ont permis d'établir l'importance de ce rôle. Malgré la résistance du gouvernement, il réussit à améliorer le contrôle des finances du parlement par la production annuelle de rapports sur les dépenses gouvernementales. Il démissionne en 1905, afin d'ouvrir une compagnie chargée de faire des audits pour les compagnies et les municipalités.
Il meurt à Ottawa en 1909, après plusieurs accidents vasculaires cérébraux.
Il est nommé compagnon (CMG) lors du jubilé d'argent de la reine Victoria en 1897.